# District de Wuqing
Le district de Wuqing (武清区 ; pinyin : Wǔqīng Qū) est une subdivision de l'ouest de la municipalité de Tianjin en Chine.

## Démographie
La population du district était de 798 489 habitants en 1999.

## Transport
La gare de Wuqing est desservie par les trains à grande vitesse de la LGV Pékin - Tianjin.

## Tourisme
Le parc d'attractions Victory Kingdom se situe dans le district de Wuqing.